# Jean-Michel Damase
Jean-Michel Damase (* 27. Januar 1928 in Bordeaux, Département Gironde; † 21. April 2013) war ein französischer Komponist und Pianist.

## Leben und Werk
Der Sohn der Harfenistin Micheline Kahn hatte bereits ab dem fünften Lebensjahr Unterricht in Solfège und Klavier bei Marcel Samuel-Rousseau. Im Alter von neun Jahren begann er zu komponieren. Colette, eine Freundin seiner Mutter, die Lieder von ihm gehört hatte, schrieb eigens für ihn drei Poèmes d'animaux. Als Zwölfjähriger wurde Damase Schüler von Alfred Cortot an der École Normale de Musique in Paris, im Folgejahr trat er in die Klavierklasse Armand Fertés am Conservatoire de Paris ein und gewann 1943 den ersten Preis im Fach Klavier.
Ab 1945 studierte er am Conservatoire Komposition bei Henri Busser und Kontrapunkt bei Marcel Dupré. 1947 gewann er den ersten Preis im Fach Komposition am Conservatoire und mit der Kantate Et la Belle se réveilla den Prix de Rome.
Parallel dazu begann Damase eine erfolgreiche Laufbahn als Pianist. Er trat als Solist bei den Concerts Colonne und den Concerts du Conservatoire und mit dem Orchestre National de la Radiodiffusion et Télévision Française auf. Er spielte zahlreiche Werke Gabriel Faurés und Maurice Ravels ein und wurde für seine Aufnahmen mit dem Grand Prix du Disque ausgezeichnet. Nach weltweiten Auftritten als Konzertpianist wandte er sich später der Komposition und der Lehrtätigkeit zu. Er unterrichtete an der École Normal de Musique in Paris und gab Meisterkurse in Europa, den USA und Japan und wurde mit dem Grand Prix Musical de la SACD (Société des Auteurs et Compositeurs Dramatiques) und dem Grand Prix de la Ville de Paris ausgezeichnet.
Damases umfangreiches kompositorisches Werk umfasst Opern, Ballette und Filmmusiken, Kammermusik, Instrumentalkonzerte, Stücke für Soloinstrumente sowie Vokalmusik.
Jean-Michel Damase verstarb am 21. April 2013 im Alter von 85 Jahren. Sein Grab befindet sich auf dem Friedhof von Valmondois (Département Val-d’Oise).

## Filmografie (Auswahl)
- 1969: Carmen 62 (Un, deux, trois, quatre!)
- 1962: Spiel mit dem Schicksal (Term of Trial)
- 1968: Tanjas Geliebter (Adolphe, ou l'âge tendre)